# Martín Vázquez
Martín Vázquez (Pilar, Provincia de Buenos Aires; 29 de abril de 1994) es un piloto argentino de automovilismo de velocidad. Compitió en la Fórmula Metropolitana, donde se consagró campeón en el año 2013 y al mismo tiempo se consolidó como el máximo ganador histórico, al alcanzar la plusmarca de 9 victorias en todo el tiempo que duró su paso por esta categoría
Tras la obtención de este campeonato, pasó a competir en automóviles de turismo, al debutar en el año 2014 en la divisional TC Mouras de la Asociación Corredores de Turismo Carretera, donde compitió hasta el año 2015 al comando de un Ford Falcon, atendido por la escudería Alejandro Garófalo Motorsport. Tras estas dos temporadas y merced a su desempeño en la temporada 2015 donde finalizó tercero en el campeonato, para 2016 obtuvo el pase de divisional que le permitió ascender y debutar en el TC Pista.

## Resumen de carrera
| Temporada | Categoría                        | Equipo                | Coche           | Carreras     | Victorias    | Podios       | Poles        | VR           | Puntos       | Pos.         |
| --------- | -------------------------------- | --------------------- | --------------- | ------------ | ------------ | ------------ | ------------ | ------------ | ------------ | ------------ |
| 2011      | Fórmula Metropolitana            | MV Racing Team        | Crespi-Renault  | 9            | 0            | 1            | 0            | 1            | 47           | 8.º          |
| 2012      | Fórmula Metropolitana            | MV Racing Team        | Crespi-Renault  | 12           | 3            | 6            | 5            | 2            | 133          | 3.º          |
| 2013      | Fórmula Metropolitana            | MV Racing Team        | Crespi-Renault  | 12           | 6            | 8            | 6            | 3            | 198          | 1.º          |
| 2014      | TC Mouras                        | A.Garófalo Motorsport | Ford Falcon     | 14           | 0            | 0            | 1            | 0            | 353          | 16.º         |
| 2015      | TC Mouras                        | A.Garófalo Motorsport | Ford Falcon     | 13           | 1            | 3            | 1            | 1            | 517.75       | 3.º          |
| 2016      | TC Pista                         | A.Garófalo Motorsport | Ford Falcon     | 16           | 0            | 0            | 0            | 0            | 319          | 16.º         |
| 2017      | TC Pista                         | Trotta Racing Team    | Dodge Cherokee  | 8            | 0            | 0            | 0            | 0            | 177.50       | 24.º         |
| 2017      | TC Pista                         | MV Racing Team        | Dodge Cherokee  | 2            | 0            | 0            | 0            | 0            | 177.50       | 24.º         |
| 2018      | TC Pista                         | MV Racing Team        | Dodge Cherokee  | 15           | 1            | 2            | 0            | 0            | 411          | 8.º          |
| 2018      | Torneo de Invitados de TC Mouras | AyP Competición       | Torino Cherokee | 1            | 0            | 0            | 0            | 0            | 12.50        | 36.º         |
| 2018      | Turismo Carretera                | Ponce de León Racing  | Ford Falcon     | 1            | 0            | 0            | 0            | 0            | -            | -            |
| 2019      | TC Pista                         | MV Racing Team        | Dodge Cherokee  | 13           | 0            | 1            | 1            | 0            | 347          | 16.º         |
| 2020      | TC Pista                         | MV Racing Team        | Dodge Cherokee  | 11           | 0            | 1            | 0            | 0            | 309.25       | 8.º          |
| 2021      | TC Pista                         | MV Racing Team        | Dodge Cherokee  | Disputándose | Disputándose | Disputándose | Disputándose | Disputándose | Disputándose | Disputándose |
| Fuente:   |                                  |                       |                 |              |              |              |              |              |              |              |

## Resultados

### TC Mouras
| Temporada              | Temporada   | Fechas | Fechas | Fechas | Fechas | Fechas | Fechas | Fechas | Fechas | Fechas | Fechas | Fechas | Fechas | Fechas | Fechas | Posición final      |
| Equipo                 | Automóvil   | Fechas | Fechas | Fechas | Fechas | Fechas | Fechas | Fechas | Fechas | Fechas | Fechas | Fechas | Fechas | Fechas | Fechas | Posición final      |
| ---------------------- | ----------- | ------ | ------ | ------ | ------ | ------ | ------ | ------ | ------ | ------ | ------ | ------ | ------ | ------ | ------ | ------------------- |
| 2014                   | 2014        | 01     | 02     | 03     | 04     | 05     | 06     | 07     | 08     | 09     | 10     | 11     | 12     | 13     | 14     | 16º (380.50 puntos) |
| A. Garófalo Motorsport | Ford Falcon | 25     | 16     | 14     | 19     | 8º     | 12     | 24     | 14     | 10     | 7º     | 20     | 5º     | 17     | 19     | 16º (380.50 puntos) |
|                        |             |        |        |        |        |        |        |        |        |        |        |        |        |        |        |                     |
| 2015                   | 2015        | 01     | 02     | 03     | 04     | 05     | 06     | 07     | 08     | 09     | 10     | 11     | 12     | 13     | 14     | 3º (517.75 puntos)  |
| A. Garófalo Motorsport | Ford Falcon | 5º     | 8º     | 16     | 4º     | 2º     | 3º     | 5º     | 4º     | SV     | 1º     | 8º     | 5º     | 17     | 4º     | 3º (517.75 puntos)  |

## Palmarés
| Título  | Categoría             | Automóvil      | Año  |
| ------- | --------------------- | -------------- | ---- |
| Campeón | Fórmula Metropolitana | Crespi-Renault | 2013 |

### Palmarés en karting
| Título  | Categoría                            | Automóvil    | Año  |
| ------- | ------------------------------------ | ------------ | ---- |
| Campeón | Campeonato Bonaerense Pre-Junior     | Kart 125 cc. | 2007 |
| Campeón | Campeonato Argentino Senior Apertura | Kart 125 cc. | 2010 |
| Campeón | Campeonato Argentino Senior Clausura | Kart 125 cc. | 2010 |